# Орловский (Волгоградская область)
Орловский — хутор в Новониколаевском районе Волгоградской области, в составе Новониколаевского городского поселения.
Население — 234 (2010)

## История
Дата основания не установлена. Хутор входил в юрт станицы Михайловской Хопёрского округа Области Войска Донского. Предположительно основан во второй половине XIX века. Согласно переписи населения 1897 года на хуторе проживали 264 мужчины и 285 женщины, из них грамотных: мужчин — 101, грамотных женщин — 23.
Согласно алфавитному списку населённых мест Области Войска Донского 1915 года земельный надел хутора составлял 3457 десятин, проживало 434 мужчины и 438 женщин, имелось хуторское правление. Хутор обслуживала Алексиковская почтово-телеграфная контора.
С 1928 года в составе Новониколаевского района Хопёрского округа (упразднён в 1930 году) Нижне-Волжского края (с 1934 года — Сталинградского края, с 1936 года Сталинградской области, с 1954 по 1957 год район входил в состав Балашовской области).

## География
Хутор находится в лесостепи, в пределах Хопёрско-Бузулукской равнины, являющейся южным окончанием Окско-Донской низменности, при балке в бассейне реки Касарка. Центр хутора расположен на высоте около 140 метров над уровнем моря. Со всех сторон хутор окружён полями. Почвы — чернозёмы обыкновенные.
Географическое положение
По автомобильным дорогам расстояние до областного центра города Волгоград составляет 320 км, до районного центра рабочего посёлка Новониколаевский — 7,5 км. 
Часовой пояс
Орловский, как и вся Волгоградская область, находится в часовой зоне МСК (московское время). Смещение применяемого времени относительно UTC составляет +3:00.

## Население
Динамика численности населения по годам:
| 1897 | 1915 | 1987 |
| ---- | ---- | ---- |
| 549  | 872  | ≈360 |

| 2010 |
| ---- |
| 234  |

## Инфраструктура
Личное подсобное хозяйство.

## Транспорт
Близ хутора проходит автодорога Новониколаевский — Дуплятский.  Ближайшая железнодорожная станция Алексиково расположена в районном центре.